# Национално знаме на Дания
Националното знаме на Дания, известно още и под името Данебруг (Dannebrog – Датска дреха) представлява червено знаме с бял Скандинавски кръст, достигащ двата края на флага. Отношението широчина към дължина е 28:37. Вертикалната част на кръста е отместена към носещото тяло. Моделът на Датското знаме бил възприет от други Скандинавски страни: Швеция, Норвегия, Финландия, и Исландия.

## История
Съществува легенда, според която Датското знаме било очертано от светкавица в небето през 1219 г. в битката при Талин между датския крал Валдемар II и естонците. Според друга легенда, след тази битка, бялата туника на Валдемар била изцяло напоена с кръв, с изключение на местата, където се намирал коланът и презрамникът и които останали бели. Съществуват и други теории за произхода на датското знаме, но нито една от тях не е напълно потвърдена и приета за официална. Легенда или истина, Датското знаме е едно от най-старите в света, а Датчаните са нацията с най-дълга история, в която националното знаме остава непроменено.
Датското знаме е променяло пропорциите си многкратно през годините, но нито една от тези промени не е засегнала неговата същност. Флагът с разделени краища бил използван за първи път през 1696 г. и променен през 1856 г. Този вид флаг се използва и днес във военния флот. Правоъгълният флаг, в съвременния си вариант, бил установен през 1748 г. и променен през 1893 г.